# روکو توئورا
روکو توئورا (به ژاپنی: 戸浦六宏 Rokkō Toura); ۳۰ آوریل ۱۹۳۰ – ۲۵ مارس ۱۹۹۳) بازیگر اهل ژاپن بود.
از فیلم‌ها یا برنامه‌های تلویزیونی که وی در آن نقش داشته‌است می‌توان به کریسمس مبارک، آقای لارنس اشاره کرد.